# Katarzyna Wołejnio
Katarzyna Wołejnio (ur. 19 maja 1973 w Nysie) – polska aktorka filmowa i teatralna, modelka i producentka.

## Życiorys

### Wczesne lata i edukacja
Dzieciństwo spędziła w rodzinnej Nysie, gdzie uczęszczała do Liceum Ogólnokształcącego Carolinum. W czasie nauki wyjeżdżała na kursy języka angielskiego organizowane przez Uniwersytet w Oksfordzie. Jest absolwentką Wydziału Biznesu i Zarządzania Prywatnej Wyższej Szkoły Businessu, Administracji i Technik Komputerowych.
Po zakończeniu studiów wyjechała do Paryża, gdzie pracowała jako hostessa i ukończyła kurs językowy na Sorbonie. Przez kilka miesięcy mieszkała w Miami. Od 2000 mieszka w Los Angeles. Ukończyła kursy aktorskie w renomowanych szkołach: Sal Landiego, Bernarda Hillera, Larry Mossa, Stelli Adler, Margie Haber i Ivany Chubbuck.
Zna cztery języki obce: angielski, francuski, włoski i rosyjski.

### Kariera
Od 2008 należy do grupy teatralnej Actorhood Theatre Company.
Karierę filmową rozpoczęła epizodem w megahicie Bad Boys II. Od 2011 zajmuje się produkcją filmową. Współpracuje z Alvernia Studios. W 2014 wzięła udział w pierwszym sezonie polskiego reality show TVN Żony Hollywood, przedstawiającego kulisy życia pięciu zamożnych Polek, które osiągnęły sukces w Hollywood.
Wiosną 2019 telewizja TVN rozpoczęła emisję czwartej edycji programu Agent – Gwiazdy z udziałem Wołejnio. Odpadła w pierwszym odcinku, jednak wróciła do rywalizacji pod koniec 2. odcinka w zastępstwie za kontuzjowaną Krystynę Czubównę. Ostatecznie odpadła w 10.odcinku.

### Życie prywatne
W latach 2016–2017 jej życiowym partnerem był producent telewizyjny Rinke Rooyens. W 2018 związała się z niemieckim modelem Simonem Lorinserem.

### Programy telewizyjne
- 2019: TVN program Agent – Gwiazdy – uczestnik
- 2017: Polsat Cafe program "Demakijaż"
- 2014: TVN reality show Żony Hollywood – uczestnik

## Filmografia
- 2003: Bad Boys II
- 2004: Aryjska para (tyt. oryg. The Aryan Couple) jako kobieta na stacji
- 2004: Dziś 13, jutro 30 (tyt. oryg. 13 Going On 30)
- 2006: Szampańskie życie (tyt. oryg. Bottoms Up)
- 2008: Zawodowcy (tyt. oryg. Righteous Kill) jako tancerka
- 2009: Ulice we krwi (tyt. oryg. Streets of Blood) jako kobieta
- 2009: Morderczy występ (tyt. oryg. Command Performance) jako major Pavlikova
- 2009: Fałszywa tożsamość (tyt. oryg. Double Identity) jako kobieta w sklepie ze zdjęciami (niewymieniona w czołówce)
- 2011: Mechanik: Prawo zemsty (tyt. oryg. The Mechanic) jako Maria
- 2011: Spis drani (tyt. oryg. The Hit List) jako sekretarka Victora Rosena
- 2011: Boy Toy
- 2011: The Great Fight jako Katerina
- 2011: The Life Zone jako Scarlet
- 2011: Conan Barbarzyńca 3D (tyt. oryg. Conan the Barbarian) jako Valeria
- 2011: Mysteria jako Angela
- 2011: Guardian of the Harem
- 2012: Pokusa (tyt. oryg. Paperboy) jako Jennifer
- 2012: Iceman: Historia mordercy (tyt. oryg. The Iceman) jako Romy
- 2013: Girl and a Gun
- 2015: Ostatni klaps jako Stefania
- 2015: Ocalona jako Margaret Richards
- 2022: Miłość na pierwszą stronę jako ona sama